# Daviesia grahamii
Daviesia grahamii là một loài thực vật có hoa trong họ Đậu. Loài này được Ewart & Jean White miêu tả khoa học đầu tiên.